# غراسيلا
غراسيلا (بالإنجليزية: Graciela)‏ هي مغنية وعازفة الجاز أمريكية، ولدت في 23 أغسطس 1915، وتوفيت في 7 أبريل 2010 في نيويورك في الولايات المتحدة بسبب قصور كلوي.

## وصلات خارجية
- غراسيلا على موقع ميوزك برينز (الإنجليزية)
- غراسيلا على موقع أول ميوزيك (الإنجليزية)
- غراسيلا على موقع ديسكوغز (الإنجليزية)